# Natatolana valida
Natatolana valida is een pissebed uit de familie Cirolanidae. De wetenschappelijke naam van de soort is voor het eerst geldig gepubliceerd in 1940 door Hale.